# Pleiocitosi
La pleiocitosi o pleocitosi è l'aumento del numero di cellule nel liquido cerebrospinale. Il termine deriva dal greco antico: πλείων?, pleion ("molteplice") e κύτος, kýtos ("cellula").

## Il liquor cefalorachidiano
Il liquido cerebrospinale (o liquido cefalorachidiano, CSF) è un fluido corporeo con diverse funzioni, che si trova nel sistema nervoso centrale (SNC) ed è prodotto dalle cellule ependimali e da quelle che rivestono la superficie dei ventricoli e dello spazio subaracnoideo. L'analisi del liquor cerebrospinale viene eseguita per giungere alla diagnosi di una grande varietà di condizioni e malattie neurologiche. L'analisi del CSF comprende la rilevazione delle componenti normali del liquido, (ad esempio le proteine o il glucosio), nonché l'eventuale presenza di elementi anomali (ad esempio agenti patogeni, proteine anomale, cellule ecc.).

## Esame microscopico del liquor
L'esame microscopico del liquor, raccolto grazie all'esecuzione di una puntura lombare (rachicentesi), viene spesso effettuato innanzitutto per l'identificazione e il conteggio delle cellule in esso contenute. Il liquor normalmente contiene un piccolissimo numero di leucociti, principalmente linfociti e monociti, in rapporto tra loro del 70/30 per cento. Nei giovani tuttavia il numero dei monociti può essere maggiore.

## Condizioni patologiche
Questa condizione si verifica in caso di infezioni batteriche, virali o funginee del sistema nervoso centrale (encefaliti o meningiti), o in presenza di altri processi patologici infiammatori (sclerosi multipla, sindrome di Guillain-Barré, sarcoidosi meningea, polineuriti ed altre), emorragie intracraniche, 
emicrania 
e pseudoemicrania,
tumori primitivi o metastatici, e traumi).
Sebbene una pleocitosi e la presenza di granulociti polimorfonucleati in corso di sindrome di Guillain-Barré sia possibile, dovrebbe sempre essere escluse altre condizioni quali l'infezione da HIV, citomegalovirus (CMV), l'infezione da virus del Nilo occidentale, la malattia di Lyme (neuroborreliosi), o altre condizioni infettive e infiammatorie.

### Classificazione
Considerato che il liquor normale contiene generalmente meno di 5 cellule/mm3 (tutte monociti), la condizione può essere classificata dal punto di vista quantitativo, distinguendo in pleiocitosi lieve (generalmente da 5 a 20 cellule per mm3), moderata (da 20 a 200 cellule per mm3) o grave (maggiore di 200 cellule per mm3).
È possibile anche una classificazione di tipo qualitativo andando a distinguere il tipo di cellule aumentato e quindi classificando la pleocitosi come monocitaria, linfocitaria, polimorfonucleare oppure mista.